# Thornham Parva
Thornham Parva – wieś w Anglii, w hrabstwie Suffolk, w dystrykcie Mid Suffolk. Leży 29 km na północ od miasta Ipswich i 123 km na północny wschód od Londynu. Miejscowość liczy 50 mieszkańców.